# Conférence épiscopale de Roumanie
La Conférence épiscopale de Roumanie (en roumain : Conferinţa Episcopală din România) est une conférence épiscopale de l’Église catholique qui réunit les ordinaires de Roumanie.
La conférence est représentée à la Commission des épiscopats de l’Union européenne (COMECE). Son président participe également au Conseil des conférences épiscopales d’Europe (CCEE), avec une petite quarantaine d’autres membres.

## Membres
La conférence est constituée des évêques titulaires (dont les archevêques et les évêques auxiliaires) des six diocèses (dont deux archidiocèses) de rite latin (dits Église romano-catholique de Roumanie), et des sept éparchies (dont une archéparchie) de l’Église grecque-catholique roumaine, soit une grosse vingtaine de membres.
Le nonce apostolique de Roumanie et l’évêque du diocèse de Chișinău — dont le territoire est celui de la Moldavie, dont la Transnistrie — sont systématiquement invités aux assemblées.
Le président et le vice-président sont élus en alternance entre les deux rites.

## Historique
Les évêques roumains travaillent ensemble dans la première moitié du XXe siècle, avant l’entrée du pays dans l’URSS ; ils font leur dernière visite ad limina apostolorum commune (normalement quinquennale) en 1937, et leur dernière session de travail a lieu en 1947 à Bucarest.
Après l’indépendance du pays, les statuts de la conférence sont validés le 16 mars 1991 par la Congrégation pour les évêques et la Congrégation pour les Églises orientales, par la résolution no 855/1990. Son premier président est Alexandru Todea, fait cardinal la même année.
Les visites ad limina reprennent alors : du 18 au 22 mars 1991, du 2 au 8 décembre 1996, du 24 février au 1er mars 2003, du 8 au 13 février 2010 et du 5 au 11 novembre 2018.

## Sanctuaires
La conférence n’a pas, en 2022, désigné de sanctuaire national.